# كريستيان ماتي
كريستيان ماتي (بالرومانية: Cristian Matei)‏ هو ملحن روماني، ولد في 8 مايو 1977.

## روابط خارجية
- كريستيان ماتي على موقع IMDb (الإنجليزية)